# Martti Kuusela
Pour les articles homonymes, voir Kuusela.
Martti Kuusela  est un footballeur et entraîneur finlandais, né le 9 octobre 1945 à Rovaniemi (Finlande).

## Biographie

### Entraîneur
Kuusela est surtout connu pour sa carrière d'entraîneur. Il remporte le championnat de Finlande en 1981 et 1990 avec le HJK Helsinki. 
Il a été le sélectionneur de l'équipe nationale de Finlande de 1982 à 1987.
Il a ensuite travaillé dans de nombreux pays : il entraîne des équipes en Belgique, Grèce, Chypre, Danemark et Hongrie.